# Pós de Bem-Querer
Pós de Bem-Querer é uma minissérie de quatro episódios da autoria de António Torrado. Realizada por Fernando Ávila e produzido por Luisa Maria Jacinto para a RTP 1, estreou a 7 de maio de 1992.

## Enredo
Diferentes vidas se cruzam no quotidiano numa pequena vila alentejana, na década de 1920, após Leonel Teixeira (André Gago) desistir do curso de Medicina para trabalhar na farmácia do seu irmão, que ficou inválido na Primeira Guerra Mundial.

## Elenco
- André Gago - Leonel Teixeira
- Glória Férias - Leopoldina
- Joaquim Rosa - Capitão-Doutor
- Fernanda Lapa - Isaura Teixeira
- Natália Luiza - Cristina Teixeira
- Jorge Gonçalves - Tenente Rosa
- Filipe Ferrer - Dr. Faria
- Márcia Breia - Alda
- José Viana - Dr. Seabra
- Alexandre Melo - Padre Varela
- João Mota - Capitão Néri
- Isabel Medina - Vanda
- Carlos Bernardo - Adelino
- Antónia Terrinha - Camponesa
- Natalina José - Camponesa mãe
- Alexandre Veiga - Duarte
- João Lagarto - Carteiro António
- Óscar Branco - Adelino
- Cecília Sousa
- Ramon de Mello

## Lista de Referências
1. ↑  «Pós De Bem Querer». Consultado em 2 de outubro de 2024
2. ↑  https://www.rtp.pt/programa/tv/p8825

Pós de Bem-Querer. no IMDb.